# Garcinia letestui
Garcinia letestui är en tvåhjärtbladig växtart som beskrevs av François Pellegrin. Garcinia letestui ingår i släktet Garcinia och familjen Clusiaceae. Inga underarter finns listade i Catalogue of Life.